# Ancona Calcio 1990-1991
Questa pagina raccoglie le informazioni riguardanti l'Ancona Calcio nelle competizioni ufficiali della stagione 1990-1991.

## Stagione
Nella stagione 1990-1991 l'Ancona è di nuovo affidata all'allenatore Vincenzo Guerini, partecipa al campionato di Serie B e raccoglie 37 punti, ottenendo il decimo posto. Un classico torneo di centro classifica, quello disputato dall'Ancona, senza acuti ma anche senza correre troppi rischi. Con 19 punti raccolti nel girone di andata e 18 nel ritorno, mantiene un ruolino di marcia regolare, sempre uno scalino sopra la zona del pericolo, anche se a ben vedere con il nono posto, ha ottenuto un solo punto in più della retrocessa Salernitana, in una classifica proprio corta. Miglior marcatore di stagione dei biancorossi con 13 reti è stato Sandro Tovalieri arrivato nel mercato estivo dall'Arezzo. Nella Coppa Italia l'Ancona è stata subito messa fuori dal torneo, nel primo turno per mano del Messina, anche se però imbattuta, pareggiando al Dorico (2-2) ed (1-1) in terra di Sicilia, ma penalizzata dalla rete in più che ha subito in casa.

## Rosa
| N. |                   | Ruolo | Calciatore          |
| -- | ----------------- | ----- | ------------------- |
|    | Italia (bandiera) | D     | Simone Airoldi      |
|    | Italia (bandiera) | A     | Mauro Bertarelli    |
|    | Italia (bandiera) | D     | Andrea Bruniera     |
|    | Italia (bandiera) | D     | Fabio Cucchi        |
|    | Italia (bandiera) | C     | Gianluca De Angelis |
|    | Italia (bandiera) | D     | Giovanni Deogratias |
|    | Italia (bandiera) | C     | Antonio Di Carlo    |
|    | Italia (bandiera) | C     | Franco Ermini       |
|    | Italia (bandiera) | A     | Massimiliano Fanesi |
|    | Italia (bandiera) | D     | Stefano Fontana     |

| N. |                   | Ruolo | Calciatore           |
| -- | ----------------- | ----- | -------------------- |
|    | Italia (bandiera) | C     | Massimo Gadda        |
|    | Italia (bandiera) | D     | Roberto Lorenzini    |
|    | Italia (bandiera) | D     | Stefano Maccoppi     |
|    | Italia (bandiera) | C     | Andrea Messersì      |
|    | Italia (bandiera) | C     | Giuseppe Minaudo     |
|    | Italia (bandiera) | P     | Alessandro Nista     |
|    | Italia (bandiera) | A     | Sandro Tovalieri     |
|    | Italia (bandiera) | A     | Stefano Turchi       |
|    | Italia (bandiera) | C     | Sebastiano Vecchiola |

## Risultati

### Campionato

#### Girone di andata
| Arbitro: | Bettin (Padova) |

|                      |           |  |
| Tovalieri 48’ (rig.) | Marcatori |  |

| Arbitro: | Cesari (Genova) |

|                      |           |                                 |
| Galderisi 25’ (rig.) | Marcatori | 2’ Maccoppi 42’ (aut.) Nunziata |

| Arbitro: | Iori (Parma) |

|                                  |           |                        |
| Giusti 21’ (aut.) De Angelis 48’ | Marcatori | 24’ Simonetta 67’ Paci |

| Udine 30 settembre 1990 4ª giornata | Udinese         | 0 – 0 | Ancona | Stadio Friuli\| Arbitro: \| Guidi (Bologna) \| |
| Arbitro:                            | Guidi (Bologna) |       |        |                                                |

| Arbitro: | Fabricatore (Roma) |

|              |           |                 |
| Maccoppi 68’ | Marcatori | 13’ Bergamaschi |

| Arbitro: | Monni (Sassari) |

|                        |           |  |
| Ganz 27’ Bonometti 54’ | Marcatori |  |

| Arbitro: | Mughetti (Cesena) |

|                                |           |  |
| Cerone 37’ (aut.) Messersì 90’ | Marcatori |  |

| Arbitro: | Scaramuzza (Mestre) |

|               |           |  |
| Carruezzo 13’ | Marcatori |  |

| Arbitro: | Cardona (Milano) |

|               |           |           |
| Tovalieri 45’ | Marcatori | 46’ Prytz |

| Arbitro: | Felicani (Bologna) |

|              |           |                     |
| Brunetti 15’ | Marcatori | 63’ (rig.) Di Carlo |

| Arbitro: | Bazzoli (Merano) |

|                        |           |             |
| Tovalieri 6’, 22’, 37’ | Marcatori | 16’ Bonaldi |

| Arbitro: | Chiesa (Livorno) |

|            |           |                             |
| Taccola 4’ | Marcatori | 69’ Di Carlo 84’ De Angelis |

| Arbitro: | Sguizzato (Verona) |

|  |           |                         |
|  | Marcatori | 67’ Gualco 90’ Marcolin |

| Ancona 9 dicembre 1990 14ª giornata | Ancona         | 0 – 0 | Reggina | Stadio Dorico\| Arbitro: \| Bruni (Arezzo) \| |
| Arbitro:                            | Bruni (Arezzo) |       |         |                                               |

| Arbitro: | Lanese (Messina) |

|                          |           |               |
| W. Casagrande 53’ (rig.) | Marcatori | 75’ Tovalieri |

| Arbitro: | Rosica (Roma) |

|  |           |                |
|  | Marcatori | 5’ Voltattorni |

| Arbitro: | Fucci (Salerno) |

|                   |           |  |
| Rambaudi 10’, 72’ | Marcatori |  |

| Arbitro: | Boggi (Salerno) |

|                         |           |                              |
| Bertarelli 4’, 29’, 59’ | Marcatori | 45’, 78’ Marulla 50’ Coppola |

| Arbitro: | De Angelis (Civitavecchia) |

|          |           |                |
| Muro 53’ | Marcatori | 27’ Deogratias |

#### Girone di ritorno
| Arbitro: | Merlino (Torre del Greco) |

|              |           |  |
| Gabrieli 58’ | Marcatori |  |

| Arbitro: | Trentalange (Torino) |

|              |           |             |
| Di Carlo 27’ | Marcatori | 62’ Ruffini |

| Arbitro: | Bettin (Padova) |

|                 |           |           |
| Paci 72’ (rig.) | Marcatori | 6’ Ermini |

| Arbitro: | Chiesa (Livorno) |

|  |           |                         |
|  | Marcatori | 40’ Balbo 49’ Marronaro |

| Arbitro: | Bruni (Arezzo) |

|             |           |                          |
| Galassi 81’ | Marcatori | 18’ Ermini 63’ Tovalieri |

| Arbitro: | De Angelis (Civitavecchia) |

|               |           |                   |
| Tovalieri 38’ | Marcatori | 35’ (aut.) Ermini |

| Arbitro: | Monni (Sassari) |

|                                                   |           |  |
| Luiu 29’ Urban 45’, 74’ Scarafoni 63’ Rotella 76’ | Marcatori |  |

| Arbitro: | Fabricatore (Roma) |

|                                   |           |  |
| Lorenzini 18’ Bertarelli 28’, 45’ | Marcatori |  |

| Arbitro: | Bazzoli (Merano) |

|                               |           |  |
| E. Rossi 53’ Prytz 57’ (rig.) | Marcatori |  |

| Arbitro: | Felicani (Bologna) |

|                      |           |  |
| Tovalieri 69’ (rig.) | Marcatori |  |

| Modena 21 aprile 1991 30ª giornata | Modena            | 0 – 0 | Ancona | Stadio Alberto Braglia\| Arbitro: \| Frigerio (Milano) \| |
| Arbitro:                           | Frigerio (Milano) |       |        |                                                           |

| Arbitro: | Scaramuzza (Mestre) |

|                                        |           |               |
| Tovalieri 4’ Lorenzini 27’ Minaudo 55’ | Marcatori | 49’, 66’ Zago |

| Arbitro: | Bazzoli (Merano) |

|             |           |  |
| Dezotti 82’ | Marcatori |  |

| Arbitro: | Boggi (Salerno) |

|                       |           |               |
| B. Carbone 59’ (rig.) | Marcatori | 15’ Tovalieri |

| Arbitro: | Luci (Firenze) |

|                        |           |  |
| Gadda 45’ Messersì 89’ | Marcatori |  |

| Arbitro: | Scaramuzza (Mestre) |

|               |           |  |
| Campistri 69’ | Marcatori |  |

| Arbitro: | Boemo (Cervignano del Friuli) |

|            |           |  |
| Ermini 64’ | Marcatori |  |

| Arbitro: | Cesari (Genova) |

|                                       |           |               |
| Marulla 37’ (rig.) Fontana 77’ (aut.) | Marcatori | 55’ Tovalieri |

| Arbitro: | Bettin (Padova) |

|               |           |            |
| Tovalieri 39’ | Marcatori | 40’ Protti |

### Coppa Italia

#### Primo turno
| Arbitro: | Bruni (Arezzo) |

|                                    |           |                            |
| Bertarelli 52’ Di Carlo 82’ (rig.) | Marcatori | 19’ Venticinque 70’ Traini |

| Arbitro: | Dal Forno (Ivrea) |

|            |           |            |
| Protti 65’ | Marcatori | 11’ Ermini |